# Populationsbiologie
Die Populationsbiologie ist ein Teilgebiet der Ökologie und beschäftigt sich mit der Struktur und Entwicklung tierischer, pflanzlicher und mikrobieller Populationen.
Wichtige Teilgebiete sind die Populationsökologie und die Populationsgenetik. Die Populationsökologie beschäftigt sich unter anderem mit dem Einfluss der Umwelt auf Größe, Vitalität, Altersstruktur und Geschlechterverteilung. Von der Populationsgenetik wird unter anderem untersucht, wie Gene zur nächsten Generation weitergegeben und zwischen den einzelnen Populationen einer Art ausgetauscht werden.
Vielfach werden auch weitere Spezialgebiete zur Populationsbiologie gezählt, wie die Biogeographie, vor allem durch das Spezialgebiet der Inselbiogeographie sowie die Phylogeographie (Beschreibung der phylogenetischen und geographischen Herkunft einzelner genetischer Linien). Zudem geht der Begriff inhaltlich auch über in den der Evolutionsökologie, insbesondere soweit genetische und evolutionsbiologische Befunde integriert werden.
Die Populationsbiologie ist nicht nur von rein wissenschaftlichem Interesse, sondern ihre Erkenntnisse finden auch zahlreiche Anwendungen in der Praxis, insbesondere beim Artenschutz.